# Ґрунтовий покрив України
Ґрунтовий покрив України різноманітний і представлений понад 650 видами ґрунтів, що зумовлено значною протяжністю території в широтному і меридіональному напрямках, загальною ґрунтово-рослинною зональністю, а також провінційними відмінностями факторів ґрунтоутворення.
Найбільш поширеними на території України є чорноземи (27,8 млн га), які поширені в степовій зоні. Чорноземи України становлять 8,7% від загальної площі чорноземних ґрунтів світу. На другому місці за поширеністю — сірі лісові ґрунти, які є в лісостеповій зоні й займають приблизно 4 млн га. Дерново-підзолисті ґрунти займають понад 3,1 млн га, поширені в основному на Поліссі. У південній частині України на площі 1,3 млн га поширені темно-каштанові й каштанові ґрунти. Лучно-болотні, болотні й торфові ґрунти займають площу близько 1,7 млн га. Вони є азональними ґрунтами, приурочені до заболочених територій, насамперед Полісся. Значні площі цих ґрунтів (зокрема на Поліссі) осушені й зайняті сіножатями та пасовищами, рідше ріллею. У Карпатах і Гірському Криму поширені буроземні ґрунти, що займають площу майже 750 тис. га. Ці ґрунти часто щебенюваті та кам'янисті. Серед інших типів ґрунтів поширені солонці й солончаки (переважно у степовій зоні). Понад 300 тис. га займають розмиті ґрунти й виходи порід, які практично не використовуються в сільському господарстві.